# Erythrodes glaucescens
Erythrodes glaucescens är en orkidéart som beskrevs av Rudolf Schlechter. Erythrodes glaucescens ingår i släktet Erythrodes och familjen orkidéer. Inga underarter finns listade i Catalogue of Life.